# بوابة الناصرية
بوابة الناصرية هي معلم تاريخي على شكل قوس يقع في حي الناصرية بمدينة الرياض، المملكة العربية السعودية. تم بناؤها في الخمسينيات، وكانت تُعد المدخل الشرقي لمجمع قصر الناصرية. تمتد على مساحة 20.7 فدان وتجمع بين بعض عناصر العمارة الإسلامية والعمارة الحديثة.
تم بناء المعلم في الخمسينيات كجزء من إنشاء مجمع قصر الناصرية خلال عهد الملك سعود بن عبد العزيز. ومع هدم معظم الهيكل الأصلي للقصر في عام 1967، نجت البوابة وتم ترميمها في السبعينيات من قبل أمانة مدينة الرياض.اليوم، يقع المعلم بالقرب من ميدان الملك سعود، مقابل مقر وزارة الخارجية عند تقاطع شارع الأمير طلال بن عبد العزيز وشارع الناصرية.

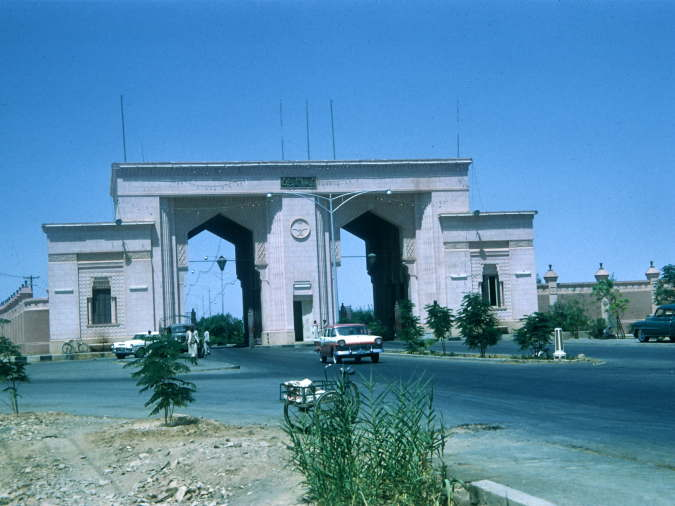
بوابة الناصرية, 1960